# Heinz Fischer (Schiedsrichter)
Heinz Fischer (* 6. November 1929) ist ein ehemaliger deutscher Fußballschiedsrichter.
Zwischen 1963 und 1966 leitete der Augsburger 16 Spiele der Fußball-Bundesliga, von 1961 bis 1965 drei Spiele im DFB-Pokal und von 1958 bis 1963 fünf Spiele der deutschen Fußballmeisterschaft.
Heinz Fischer rückte 1957 zusammen mit Karl Riegg in die höchste Spielklasse auf. 1963 war er  Gründungsmitglied der Bundesliga. Er wurde in die „Ewige Bestenliste“ der Schiedsrichtervereinigung Augsburg aufgenommen.

## Weblink
- Heinz Fischer in der Datenbank von weltfussball.de